# Telixtac
Telixtac är en ort i Mexiko.   Den ligger i kommunen Axochiapan och delstaten Morelos, i den sydöstra delen av landet, 100 km söder om huvudstaden Mexico City. Telixtac ligger 1 103 meter över havet och antalet invånare är 4 294.
Terrängen runt Telixtac är huvudsakligen platt, men norrut är den kuperad. Runt Telixtac är det ganska tätbefolkat, med 166 invånare per kvadratkilometer. Närmaste större samhälle är Axochiapan, 6,9 km söder om Telixtac. Omgivningarna runt Telixtac är en mosaik av jordbruksmark och naturlig växtlighet.